# Hessen (F-221)
L'Hessen (pennant number F-221 e secondo la designazione NATO: FGS Hessen) è una fregata multiruolo di classe Sachsen, terza nave della Deutsche Marine a prendere il nome dello stato federato dell'Assia.
Il contratto di costruzione venne assegnato alla Nordseewerke GmbH di Emden e l'impostazione della chiglia avvenne il 14 settembre 2001. Varata il 26 luglio 2003 è entrata in servizio il 21 aprile 2006 con l'allora fregattenkapitän Peter Wiemann al comando.

## Storia
In seguito alle prove in mare venne assegnata, insieme alle altre navi della classe Sachsen, nella 2. Fregattengeschwader, che a sua volta fa parte della Einsatzflottille 2, con sede presso la base navale di Wilhelmshaven.
L'Hessen venne utilizzata al vertice del G8 del 2007 e, insieme ad altre navi della Marina tedesca, con il compito di mantenere la sicurezza marittima al largo di Heiligendamm, sede dell'incontro. Successivamente l'anno seguente prese parte alla missione UNIFIL al largo delle coste libanesi.
Alla fine del 2009 l'Hessen si esercitò con il gruppo da battaglia della portaerei della portaerei statunitense USS Dwight D. Eisenhower al largo della costa orientale degli Stati Uniti nell'ambito di un "Composite Training Unit Practice" (COMPTUEX).

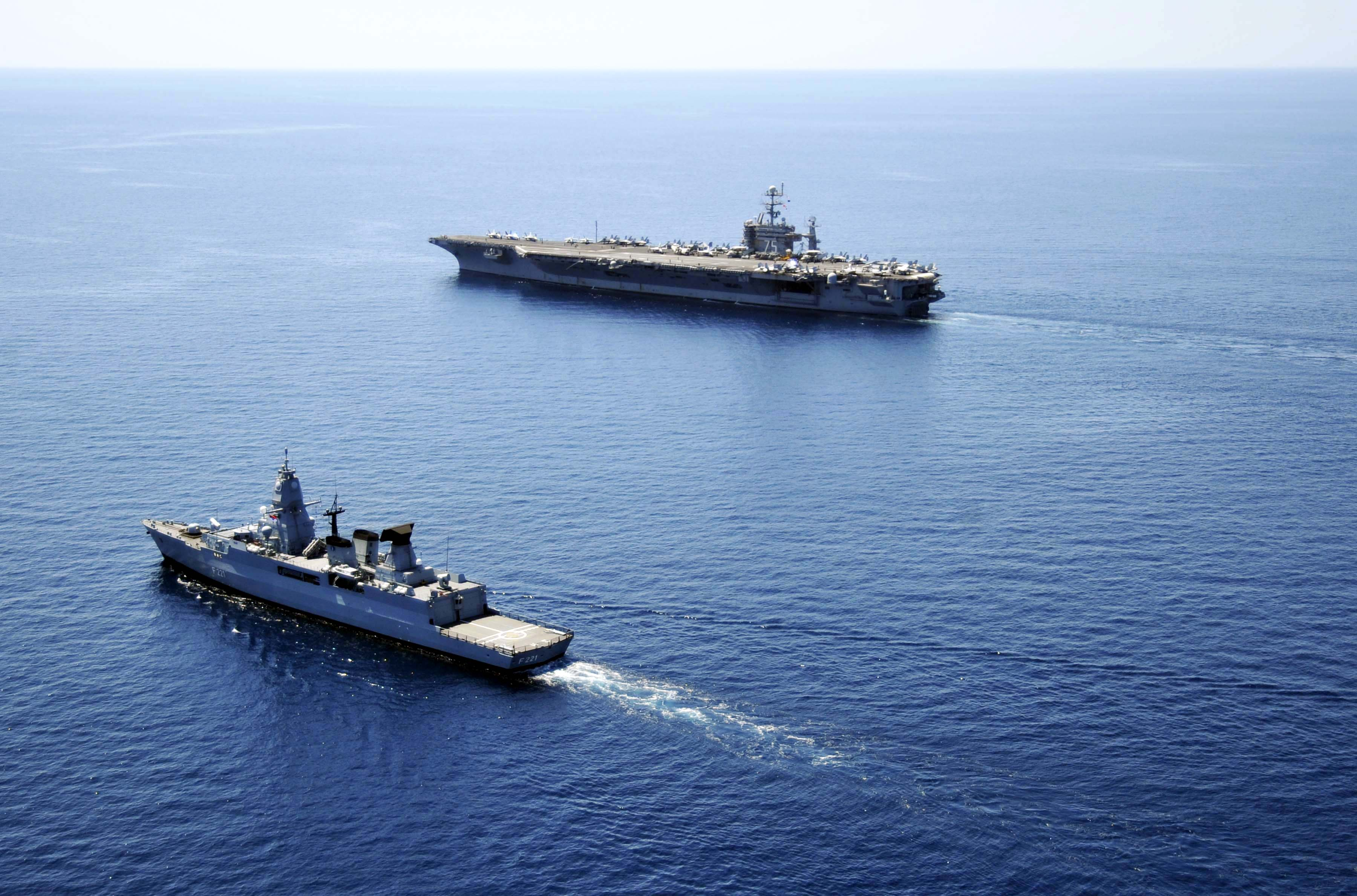
L'Hessen e la USS Harry S. Truman in navigazione nel mar Mediterraneo nel giugno del 2010.

Dal marzo 2010, la fregata prestò per sei mesi sotto il comando statunitense nel Carrier Strike Group (CSG) 10 attorno alla portaerei Harry S. Truman, prendendo parte ad operazioni di sicurezza marittima nel Mediterraneo e nel Golfo Persico come parte del CSG 10, transitando nel giugno dello stesso anno nel Canale di Suez insieme a navi da guerra statunitensi e israeliane. Da gennaio a giugno 2013 l'Hessen prestò servizio come nave ammiraglia dell'ammiraglio Georg von Maltzan, leader nello Standing NATO Maritime Group 1 (SNMG 1), e durante questo periodo prese anche parte all'operazione Active Endeavour nel Mediterraneo.
Dal dicembre 2013 all'aprile 2014 la fregata fu una componente dell'operazione EUNAVFOR Atalanta nel Corno d'Africa, missione di sicurezza marittima dell'Unione europea contro la pirateria somala. Da maggio a giugno 2015 l'Hessen venne coinvolta nel salvataggio di 3.419 migranti naufraghi nel Mediterraneo insieme alla nave da rifornimento tedesca Berlin.
Nel 2017 l'Hessen venne assegnata alla sicurezza dello spazio aereo per proteggere il vertice del G20 ad Amburgo.
Il 28 gennaio 2018 l'Hessen ha raggiunto la base navale americana di Norfolk e, insieme alla fregata norvegese Roald Amundsen, prese nuovamente parte all’esercitazione “Composite Training Unit Esercizio (COMPTUEX)”, questa volta come parte del Carrier Strike Group CSG 8 attorno alla portaerei statunitense Harry S. Truman. L'Hessen accompagnò poi per la seconda volta il gruppo di combattimento in missione e il 21 luglio 2018 tornò al porto di origine.

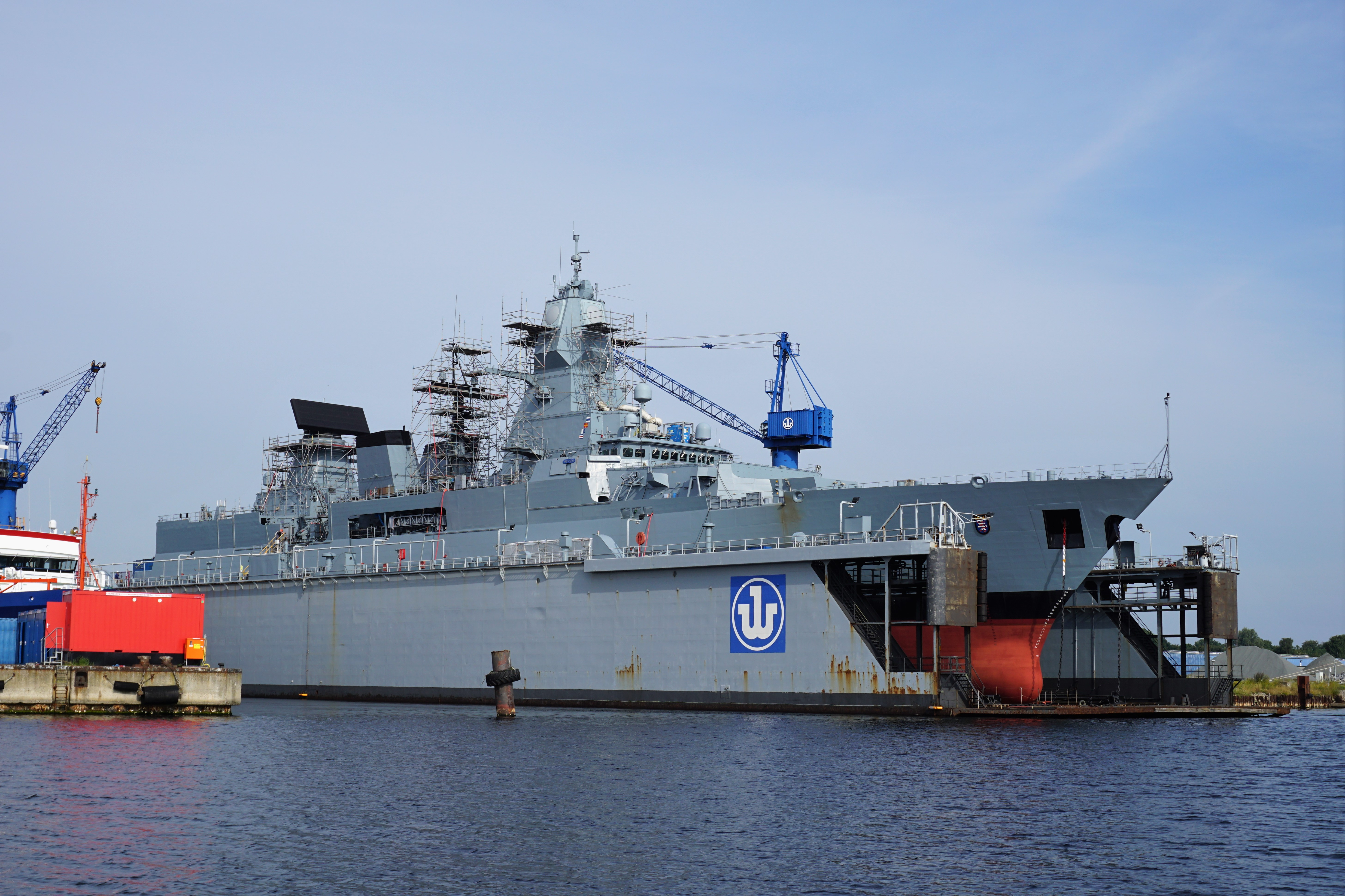
L'Hessen nel bacino galleggiante della Neue Jadewerft durante il ciclo di manutenzione del 2019-22, agosto 2021.

Da aprile a fine settembre 2019 l'Hessen è stata impiegata nel Mediterraneo nel Gruppo marittimo permanente della NATO 2. Dopo un lungo ciclo di manutenzione (2019-2022), il 16 marzo 2022 l'Hessen iniziò un programma di addestramento operativo. Dall'ottobre 2022, la fregata operò come parte del gruppo da battaglia della USS Gerald R. Ford nel primo dispiegamento operativo della portaerei.
L'8 febbraio 2024, la fregata classe Sachsen partì per una missione nel Mar Rosso e nel Golfo di Aden per proteggere la navigazione mercantile contro i combattenti Houthi yemeniti. Se necessario, l’area delle operazioni sarebbe stata espansa anche verso le acque al largo delle coste dell’Iran (Stretto di Hormuz, Golfo Persico, Golfo di Oman). L'operazione ebbe luogo nell'ambito della missione dell'Unione Europea EUNAVFOR Aspides, che sostiene a sua volta l'operazione Prosperity Guardian. I ministri degli Esteri dell’UE hanno conferirono formalmente il mandato il 19 febbraio 2024. Il Bundestag tedesco approvò il relativo mandato a larga maggioranza il successivo 23 febbraio.
Il 25 febbraio 2024, l'Hessen lanciò due missili intercettori SM2 contro un drone che volteggiava sopra la fregata nel Mar Rosso. Si trattava di un MQ-9 Reaper statunitense, la cui identità venne chiarita solo successivamente. Per motivi tecnici i razzi non riuscirono a colpire e caddero in mare. Due giorni dopo la fregata ingaggiò lo scontro per la prima volta abbattendo con successo due droni yemeniti. Si è trattato del primo utilizzo di armi da parte della Marina tedesca nell'ambito di questa missione dell'UE, considerata una delle missioni navali più pericolose nella storia della Bundeswehr. Il 21 marzo, l'elicottero di bordo della fregata distrusse un drone di superficie che si era avvicinato a un gruppo di rimorchiatori civili. Il 6 aprile, l'Hessen respinse con successo un missile che stava per colpire una nave mercantile civile. Giorni dopo, il 20 aprile, concluse il suo dispiegamento nel Mar Rosso come previsto lasciando la regione. Arrivò a Wilhelmshaven il 5 maggio 2024. Il 2 settembre dello stesso anno, l'intero equipaggio venne insignito della Medaglia per le operazioni di combattimento per i loro sforzi.
Nel febbraio 2025 venne scoperto un potenziale atto di sabotaggio in cui si è tentato di contaminare la fornitura di acqua potabile sulla nave con grandi quantità di olio usato.

## Comandanti
Lista di comandanti del FGS Hessen e relativa data di assunzione del comando:
1. Fregattenkapitän Peter Wiemann: 21 aprile 2006;
2. Fregattenkapitän Dirk Gärtner: 9 novembre 2007;[35]
3. Fregattenkapitän Thorsten Marx: 5 agosto 2010;
4. Fregattenkapitän Dirk Jacobus: 13 settembre 2012;[36]
5. Fregattenkapitän Rainer Muschalik: 31 luglio 2014;[37]
6. Fregattenkapitän Olliver Pfennig: 22 settembre 2016;[38]
7. Fregattenkapitän Hans Ulrich Geißler: 24 ottobre 2019;[39]
8. Fregattenkapitän Volker Kübsch: 29 settembre 2021;[40]
9. Fregattenkapitän Philipp Blau: 20 settembre 2024.[41]

## Galleria d'immagini

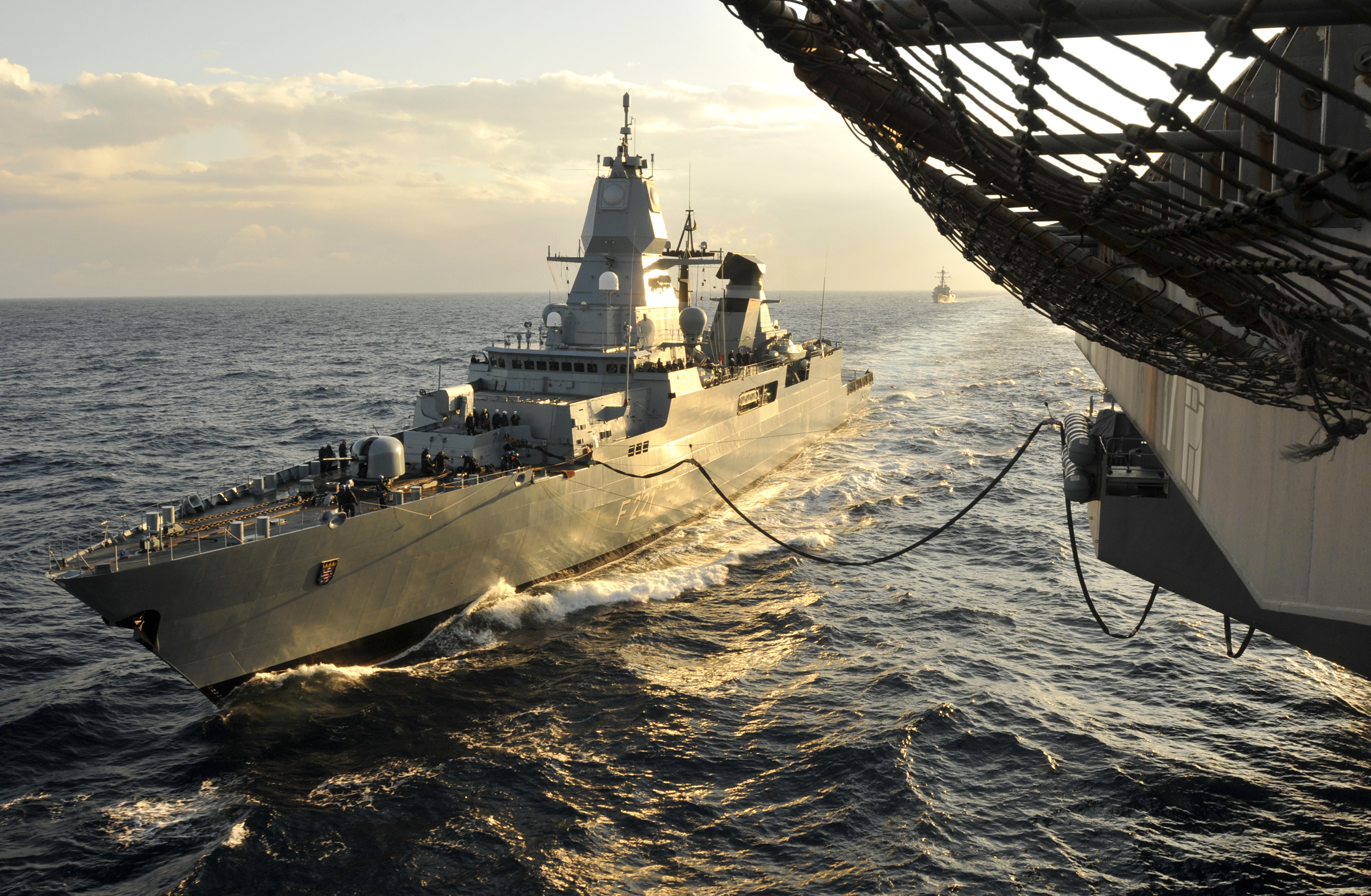
L'Hessen effettua un rifornimento in mare al largo della costa orientale degli Stati Uniti grazie alla portaerei USS Dwight D. Eisenhower, novembre 2009.
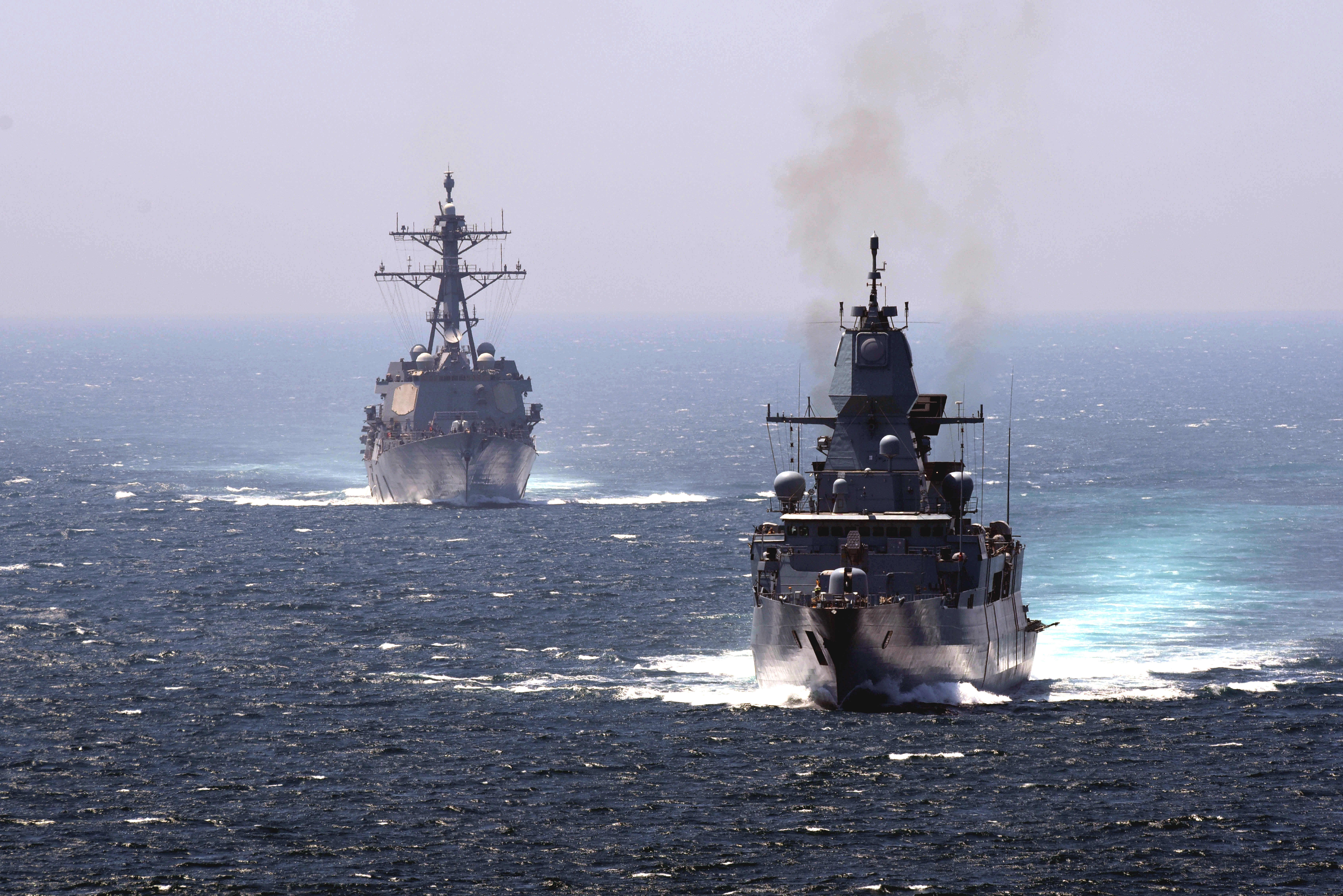
L'Hessen in primo piano, in navigazione, insieme al cacciatorpediniere lanciamissili statunitense USS Forrest Sherman, presso lo stretto di Gibilterra, aprile 2018.
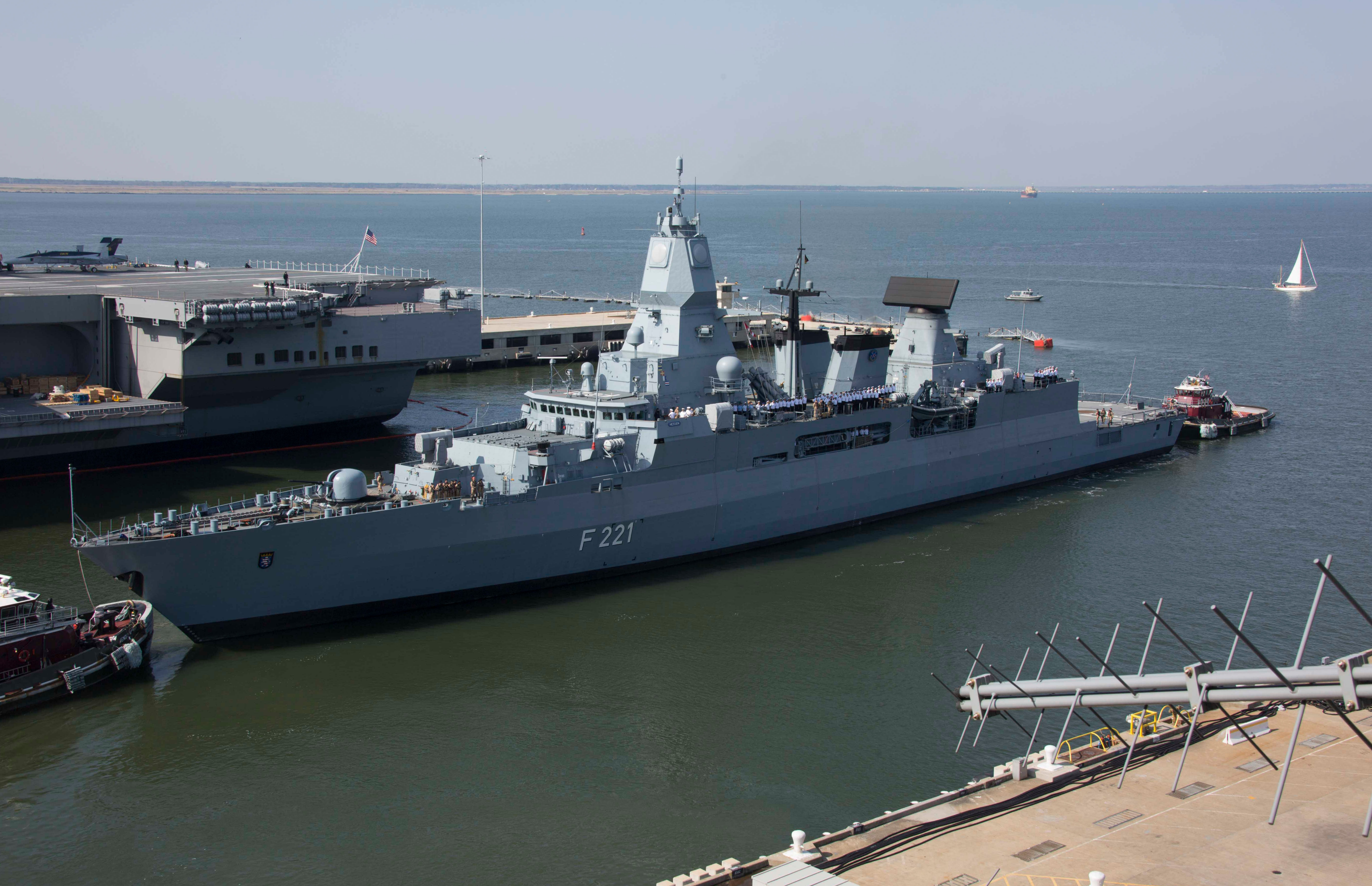
L'Hessen lascia la base navale di Norfolk, Virginia, nell'aprile del 2018.